# باتريك لونش (محامي)
باتريك لونش (بالإنجليزية: Patrick C. Lynch)‏ هو محامي أمريكي، ولد في 4 فبراير 1965 في بروفيدنس في الولايات المتحدة.